# Каменка (Атюрьевский район)
Каменка — село в Атюрьевском районе Республики Мордовия России. Входит в состав Атюрьевского сельского поселения.

## География
Название-характеристика: по признаку местности (каменистая). Расположено на трассе Москва—Саранск, в 5 км от районного центра и 27 км от железнодорожной станции Торбеево.

## История
Каменку основали крупные землевладельцы Кошаевы в конце 17 — начале 18 в. По переписным книгам 2-й ревизии (1745), Каменка принадлежала помещику В. И. Машкову. В его доме в Каменке было 8 дворовых и 139 крепостных крестьян. В 1763 году капитану артиллерии А. Машкову в Каменке принадлежали 52 двора (159 чел.). В «Списке населённых мест Тамбовской губернии» (1866) Каменка (Архангельское) — сельцо владельческое из 71 двора (66 чел.) Темниковского уезда. По данным переписи 1930 года, в Каменке насчитывалось 137 хозяйств (734 чел.). В 1915 году проездом из Темникова в Торбеево здесь останавливался мордовский просветитель М. Е. Евсевьев. В годы Великой Отечественной войны в Каменке проживали несколько семей, эвакуированных из Калужской области. В 1931 году в Каменке был образован колхоз «Красный кустарь», позднее — объединённый колхоз «Заветы Ленина», с 1992 года — СХПК. В современном селе — средняя школа, клуб, медпункт, 2 магазина, столовая; памятник воинам, погибшим в годы Великой Отечественной войны. В Каменскую сельскую администрацию входит с. Базарная Дубровка.

## Население
| 2002 | 2010 |
| ---- | ---- |
| 328  | ↘318 |

Национальный состав
Согласно результатам Всероссийской переписи населения 2002 года, в национальной структуре населения мордва составляла 42 %, русские - 41%.

## Источник
- Энциклопедия Мордовия, М. Е. Митрофанова.